# C/1910 A1 (Большая январская комета)
Большая январская комета 1910 года, или Дневная комета (англ. Daylight comet, то есть видимая при свете дня), официальное обозначение C/1910 A1 — яркая комета, появившаяся в январе 1910 года. По яркости превзошла Венеру.
В тот же год, в мае, на небе можно было видеть другую большую комету — комету Галлея.